# Jean Foray
Jean Foray (Chatou, 6 de mayo de 1956) fue un piloto francés que disputó en campeonato del mundo entre 1985 y 1993 en 250 y 1994 en 500.

## Biografía
Gran compañero de Bruno Bonhuil, Jean Foray debuta muy tardíamente en motociclismo a la edad de 22 años. Rápidamente destaca en el Campeonato de Francia, aunque nunca ganó ningún título (fue 5 veces subcampeón). A pesar de todo, estas actuaciones le permiten acceder al Campeonato de Europa donde pierde el título por poco en 1983 después de sufrir un accidente muy grave en el Tourist Trophy. Diez años después, estará muy cerca de vengarse pero fracasará de nuevo.
De todas maneras, entró en el campeonato mundial en 1985, donde fue contratado como piloto privado. En su primer año, parece tener un futuro brillante. De hecho, logró el cuarto lugar en el Gran Premio de Francia. Pero los años siguientes a manos de un Chevallier antiguo y una Yamaha 250TZ, no pudo confirmar las esperanzas, por lo que en 1991 regresó al Campeonato de Europa. después de reeditar asu condición de subcampeón en 1993, vuelve al Mundial con una moto de 500 cc a los 38 años. Su mejor resultado fue acabar entre los diez primeros en el Gran Premio de Francia. Después de retirarse, sigue conduciendo por placer mientras sigue la carrera de sus dos hijos, Kenny y Freddy, que compiten en Superbike y en Enduro.

## Resultados en el Campeonato del Mundo
Sistema de puntuación desde 1969 hasta 1987:
| Posición | 1.º | 2.º | 3.º | 4.º | 5.º | 6.º | 7.º | 8.º | 9.º | 10.º |
| Puntos   | 15  | 12  | 10  | 8   | 6   | 5   | 4   | 3   | 2   | 1    |

Sistema de puntuación desde 1988 hasta 1991:
| Posición | 1.º | 2.º | 3.º | 4.º | 5.º | 6.º | 7.º | 8.º | 9.º | 10.º | 11.º | 12.º | 13.º | 14.º | 15.º |
| Puntos   | 20  | 17  | 15  | 13  | 11  | 10  | 9   | 8   | 7   | 6    | 5    | 4    | 3    | 2    | 1    |

### Carreras por año
(Carreras en negrita indica pole position, carreras en cursiva indica vuelta rápida)
| Año  | Cat.  | Equipo     | Moto    | 1       | 2       | 3       | 4       | 5       | 6       | 7       | 8       | 9       | 10      | 11      | 12      | 13     | 14      | Pts. | Pos. |
| ---- | ----- | ---------- | ------- | ------- | ------- | ------- | ------- | ------- | ------- | ------- | ------- | ------- | ------- | ------- | ------- | ------ | ------- | ---- | ---- |
| 1983 | 250cc | Yamaha     | RSA -   | FRA Ret | NAT -   | GER -   | ESP -   | AUT -   | YUG -   | NED -   | BEL -   | GBR -   | SWE -   |         |         |        |         | 0    | -    |
| 1985 | 250cc | Yamaha     | RSA -   | ESP 12  | GER 8   | NAT DNQ | AUT -   | YUG 14  | NED 10  | BEL 17  | FRA Ret | GBR 21  | SWE 18  | RSM 12  |         |        |         | 4    | 26.º |
| 1986 | 250cc | Chevallier | ESP 12  | NAT Ret | GER 12  | AUT Ret | YUG 13  | NED Ret | BEL 7   | FRA 16  | GBR 14  | SWE 8   | RSM 11  |         |         |        |         | 7    | 19.º |
| 1987 | 250cc | Chevallier | JPN -   | ESP 21  | GER 18  | NAT DNQ | AUT DNQ | YUG 25  | NED 25  | FRA Ret | GBR DNQ | SWE 23  | CZE DNQ | RSM Ret | POR Ret | BRA 18 | ARG Ret | 0    | -    |
| 1988 | 250cc | Yamaha     | JPN -   | USA -   | ESP DNQ | EXP DNQ | NAT 20  | GER 7   | AUT DNQ | NED 24  | BEL 18  | YUG DNQ | FRA 15  | GBR DNQ | SWE Ret | CZE 23 | BRA 20  | 10   | 29.º |
| 1989 | 250cc | Yamaha     | JPN -   | AUS 25  | USA Ret | ESP Ret | NAT 24  | GER DNQ | AUT 27  | YUG 16  | NED -   | BEL -   | FRA 24  | GBR DNQ | SWE 21  | CZE 29 | BRA -   | 0    | -    |
| 1990 | 250cc | Yamaha     | JPN -   | USA -   | ESP 18  | NAT 18  | GER Ret | AUT 27  | YUG 23  | NED 20  | BEL 15  | FRA Ret | GBR Ret | SWE -   | CZE 21  | HUN 21 | AUS -   | 1    | 45.º |
| 1991 | 250cc | Yamaha     | JPN -   | AUS -   | USA -   | ESP 20  | ITA 24  | GER 21  | AUT 27  | EUR Ret | NED 18  | FRA Ret | GBR 20  | RSM DNQ | CZE 24  | VDM 19 | MAL -   | 0    | -    |
| 1994 | 500cc | ROC Yamaha | AUS Ret | MAL Ret | JAP 23  | ESP 17  | AUT 20  | ALE Ret | NED 15  | ITA 19  | FRA 11  | GBR 19  | CZE 14  | USA 21  | ARG Ret | EUR -  |         | 8    | 23.º |